# Bookazine
Ein Bookazine ist ein Druckerzeugnis, das Merkmale eines Buches mit denen einer Zeitschrift vereint. Die Bezeichnung stellt dabei ein Kofferwort aus den englischen Begriffen book ‚Buch‘ und magazine ‚Zeitschrift‘ dar.

## Merkmale
Bookazines lassen sich als Mischform eines größeren broschürten Buches und einer Zeitschrift beschreiben. Die Bindung ist dabei keine Heftung, wie sie die klassische Zeitschrift aufweist, sondern die sonst für das Taschenbuch typische Klebebindung. Auf den ersten Blick ähnelt ein Bookazine dadurch eher einem Buch.
Inhalt und Layout spiegeln jedoch sowohl Eigenschaften des Buches als auch die einer Zeitschrift wider. Ein Bookazine soll die Zugänglichkeit und den Unterhaltungswert eines Magazins bieten, gleichzeitig aber auch den Vollständigkeitsaspekt und Sammelwert eines Buches. So ist ein Bookazine dicker und weniger illustriert als eine Zeitschrift, gleichzeitig dünner und stärker bebildert als ein Buch.
Die Inhalte eines Bookazines sind in der Regel auf ein bestimmtes Thema beschränkt und weniger breit gefächert als beim Magazin. Gleichzeitig sind die Informationen weniger kurzlebig, was den Leser ein bereits gelesenes Bookazine eher behalten lässt und einen Sammelwert schafft, wohingegen einmal gelesene Zeitschriften häufig entsorgt werden.

## Geschichte
Erstmals verwendet wurde der Begriff Bookazine vom britischen Verlag Paragon Publishing Ende der 1990er Jahre für eine Reihe von Spielführern für Videospiele der PlayStation-Konsole. Das erste als solches beworbene Bookazine in Deutschland brachte 2004 der Jahreszeiten Verlag auf den Markt.

## Vertrieb
Bookazines werden sowohl über Vertriebskanäle für Bücher als auch solche für Zeitschriften vertrieben. Der Einzelhandelspreis liegt dabei mit 10 bis 25 Euro pro Exemplar eher bei dem eines Buches.